# Elisa Cardona Ollé
Elisa Cardona Ollé (Pradell de la Teixeta (Priorat) 15 d´agost 1917 - Tarragona, 22 d'abril de 1939) fou l'única dona executada pel Franquisme a Tarragona. Tenia 21 anys i va formar part de les disset republicanes sotmeses a Consell de Guerra Sumaríssim i afusellades a Catalunya.
Resident al poble de Duesaigües (Baix Camp) treballava de cambrera a l'Hotel Nacional de Tarragona. Acabada la Guerra civil amb la desfeta del Bàndol Republicà, fou denunciada i acusada sense proves convincents de tenir relació amb els fets ocorreguts el 18 de setembre de 1936 quan un escamot de les milícies de la FAI, va irrompre a l'Hotel i es va emportar l'amo Andrés Alfonso Vallespín, cinc religiosos que tenia acollits i dos clients (pare i fill) de dretes, que van aparèixer morts poques hores després a la carretera de Barcelona.
Detinguda i empresonada, Elisa sempre es va declarar innocent, però fou sotmesa a un Consell de Guerra Sumaríssim i passada per les armes a la Muntanya de l'Oliva el dia 22 d'abril de 1939 a dos quarts de sis del matí, juntament amb 22 persones més. La família es va assabentar de l'execució per uns veïns que van llegir la notícia al Diario Español de Tarragona.

## Memòria històrica
La promulgació de la Llei de Memòria Històrica l'any 2007 impulsada pel Govern de José Luís Rodríguez Zapatero, va reconèixer alguns drets i mesures a favor dels que van patir persecució o violència durant la Guerra Civil i la Dictadura.
La ciutat de Tarragona i el Memorial Democràtic de Catalunya han dignificat l'espai i homenatjat els afusellats de la Muntanya de l'Oliva. La memòria d'Elisa ha estat recuperada i glossada per historiadors i col·lectius feministes.